# Lai Weijuan
Lai Weijuan (3 de diciembre de 2002) es una deportista china que compite en remo. Ganó una medalla de bronce en el Campeonato Mundial de Remo en Sala de 2022, en la prueba de ligero 2000 m.

## Palmarés internacional
| Campeonato Mundial | Campeonato Mundial | Campeonato Mundial | Campeonato Mundial |
| Año                | Lugar              | Medalla            | Prueba             |
| ------------------ | ------------------ | ------------------ | ------------------ |
| 2022               | Sede virtual       | Medalla de bronce  | Ligero 2000 m      |